# نهاري (موسيقى)
نهاري أو داري  هي موسيقى ورقصة حربية جزائرية تقليدية تختص بها قبيلة أولاد نهار في سبدو (ولاية تلمسان).

## أصولها
ترجع أصولها لمنطقة سبدو وبشكل أكثر في بلديات سيدي جيلالي والعابد والقرى الصغيرة المجاورة الأخرى. ثم إنتشرت تدريجياً إلى مدينة تلمسان ثم إلى وهران. إضافة انتقاله لفرنسا حيث الجالية الجزائرية هناك حاضرة بقوة  هذه الموسيقى مصحوبة برقصة الصف الحربية

## آلات موسيقية
1. القصبة
2. البندير
3. المزمار

## أنظر أيضا
- الراي